# Ola Balogun
Ola Balogun (Aba, Abia, 1 d'agost de 1945) és un director de cinema i guionista nigerià. El 2001 també va participar en la indústria musical. Balogun forma part de la primera generació de directors de cinema nigerians.

## Biografia
Ola Balogun va néixer el 1945 a Aba. Era fill de pares iorubes. El seu pare fou advocat a Aba fins a la seva mort. La primera llengua que va parlar Balogun fou l'igbo. Va estudiar a la Christ the King School d'Aba entre el 1951 i el 1957, quan va anar a estudiar al King College de Lagos. Va estudiar a la Universitat de Dakar (1962-1963) i a la Universitat de Caen (1963-1966) i a l'Institut des hautes études cinématographiques (IDHEC) de París el 1968. Va dirigir el Centre audiovisual del museu de Lagos. Va treballar com a escriptor pel Ministeri Federal d'Informació de Nigèria i el 1969 fou nomenat agregat de premsa a l'Ambaixada nigeriana de París. Fou un pioner del Cinema de Nigèria. Va produir el seu primer film a principis de la dècada de 1970. La seva pel·lícula For Freedom! va participar en el 12è Festival Internacional de Cinema de Moscú.
Balogun també va escriure poesia, obres de teatre i assajos sobre cinema. Ola Balogun és un artista eclèctic.

## Filmografia
El 1973 Balogun gravà Alpha, considerat el primer llargmetratge dirigit per un cineasta nigerià. El 1975 realitzà el seu segon film, Amadi, en igbo. El seu tercer film, Ajani-Ogun, es basa en el teatre ioruba i denuncia la corrupció de Nigèria. La quarta pel·lícula, Ija Ominira és l'adaptació d'una novel·la d'Adebayo Faleti. La seva pel·lícula de 1978, La Déesse noire tracta sobre la identitat i la cultura africana dels descendents dels esclaus d'Amèrica Llatina.
El seu film Aiye (1979) també es basa en el teatre ioruba. Cry Freedom (1980) és una pel·lícula sobre les guerres d'alliberació d'Àfrica i amb Orun Mooru (1982) retorna a basar-se en el teatre ioruba. El mateix any dirigeix Money Power, una pel·lícula sobre un periodista que és empresonat per a criticar un dirigent polític; és una sàtira sobre la societat nigeriana i la corrupció dels seus polítics. Posteriorment, Ola Balogun filmà documentals com Au coeur du Nigeria.
Les pel·lícules d'Ola Balogun són:
- 1969: One Nigeria, curtmetratge documental
- 1971: Les Ponts de Paris, curtmetratge documental
- 1971: Fire in the Afternoon, curtmetratge documental
- 1972: Nupe Mascarade, curtmetratge documental
- 1972: In the Beginning, curtmetratge documental
- 1973: Owuama, a New Year Festival, curtmetratge documental
- 1973: Thundergod Ownama, curtmetratge[9]
- 1973: Eastern Nigeria Revisited, curtmetratge documental
- 1973: Alpha, llargmetratge de ficció
- 1974: Vivre, curtmetratge documental
- 1975: Nigersteel, documental curtmetratge
- 1975: Amadi, llargmetratge de ficció
- 1976: Ajani Ogun, 120 min. llargmetratge de ficció
- 1977: Muzik Man, llargmetratge de ficció
- 1979: Ija Ominira, llargmetratge de ficció
- 1980: Aiye, llargmetratge de ficció
- 1981: Cry Freedom, 70 min. llargmetratge de ficció
- 1982: Orun Mooru, llargmetratge de ficció
- 1984: Money Power, 150 min. llargmetratge de ficció
- 1989: River Niger, Black Mother, 43 min. documental
- 1993: The Magic of Nigeria, 29 min. documental